# نوپسرها مدورنسیس
نوپْسِرها مَدورِنسیس یک گونه سوسک از خانوادهٔ سوسک‌های شاخک‌دراز است. موریس پیک در سال ۱۹۲۶ آن را بررسی و توصیف کرد. 